# Dimps
Dimps Corporation (Japans: 株式会社ディンプス, Romaji: Kabushikigaisha dinpusu) is een computerspelontwikkelaar met het hoofdkantoor in Osaka, Japan. Het bedrijf werd opgericht op 6 maart 2000 door een aantal oud-medewerkers van SNK en Capcom.
Het bedrijf is bekend om het ontwikkelen van computerspellen zoals de Dragon Ball Z: Budokai-trilogie, de mede-ontwikkeling van Sonic the Hedgehog-spellen voor de Game Boy Advance en Nintendo DS, Tales of the Tempest voor de DS, en Street Fighter IV voor diverse platforms.

## Ontwikkelde spellen
| Jaar | Titel                            | Platform                                 |
| ---- | -------------------------------- | ---------------------------------------- |
| 2001 | Sonic Advance                    | Game Boy Advance                         |
| 2001 | Digimon: Battle Spirit           | WonderSwan, Game Boy Advance             |
| 2002 | Sonic Advance 2                  | Game Boy Advance                         |
| 2002 | Digimon: Battle Spirit 2         | WonderSwan, Game Boy Advance             |
| 2002 | InuYasha: A Feudal Fairy Tale    | PlayStation                              |
| 2002 | Dragon Ball Z: Budokai           | GameCube, PlayStation 2                  |
| 2003 | Dragon Ball Z: Budokai 2         | GameCube, PlayStation 2                  |
| 2003 | DemolishFist                     | Arcade                                   |
| 2004 | Dragon Ball: Advanced Adventure  | Game Boy Advance                         |
| 2004 | Dragon Ball Z: Budokai 3         | PlayStation 2                            |
| 2004 | Sonic Advance 3                  | Game Boy Advance                         |
| 2004 | Kirby & the Amazing Mirror       | Game Boy Advance                         |
| 2004 | Seven Samurai 20XX               | PlayStation 2                            |
| 2004 | The Rumble Fish                  | Arcade, PlayStation 2                    |
| 2005 | Sonic Rush                       | DS                                       |
| 2005 | Spikeout: Battle Street          | Xbox                                     |
| 2006 | Tales of the Tempest             | DS                                       |
| 2007 | Draglade                         | DS                                       |
| 2007 | Sonic Rush Adventure             | DS                                       |
| 2008 | Sonic Unleashed                  | Wii, PlayStation 2                       |
| 2008 | Dragon Ball Z: Infinite World    | PlayStation 2                            |
| 2008 | Street Fighter IV                | Arcade, PlayStation 3, Xbox 360, Windows |
| 2008 | Dragon Ball Z: Burst Limit       | PlayStation 3, Xbox 360                  |
| 2010 | Sonic Colours                    | DS                                       |
| 2010 | Sonic the Hedgehog 4: Episode I  | Android, iOS, Ouya, Wii, PS3, X360, Win  |
| 2010 | Super Street Fighter IV          | 3DS                                      |
| 2011 | Sonic Generations                | 3DS                                      |
| 2012 | Sonic the Hedgehog 4: Episode II | Android, iOS, PS3, X360, Win             |
| 2012 | Street Fighter X Tekken          | iOS, Vita, PS3, X360, Windows            |
| 2013 | Sonic Lost World                 | 3DS                                      |
| 2014 | Freedom Wars                     | PS Vita                                  |
| 2015 | Dragon Ball: Xenoverse           | PS3, PS4, X360, XONE, Windows            |
| 2016 | Dragon Ball: Xenoverse 2         | PS4, XONE, PC                            |
| 2016 | Street Fighter V                 | PS4, Windows                             |
| 2018 | Sword Art Online: Fatal Bullet   | PS4, XONE, Windows                       |